# Wrexham Chess Club
Wrexham Chess Club – walijski klub szachowy z siedzibą w Wrexham.

## Historia
Klub został założony w grudniu 1886 roku, a pierwszym prezesem został George T. Kenyon. Po powstaniu rok później również mającego siedzibę w Wrexham Conservative Chess Club oba kluby rozgrywały między sobą mecze towarzyskie. Około 1891 roku klub został rozwiązany, reaktywował się w 1893 roku. Klub organizował symultany z udziałem takich gości, jak Francis Lee, Emanuel Lasker, Isidor Gunsberg, José Raúl Capablanca, Borislav Kostić, Aleksandr Alechin i Jacques Mieses. W 1921 roku klub połączył się z lokalnym klubem szachowym działającym z ramienia YMCA. W 1922 roku zorganizowano pierwsze mistrzostwa klubowe, które wygrał Henry Copleston. W okresie międzywojennym klub rywalizował w North Wales Championship, a po zakończeniu II wojny światowej skoncentrował się na udziale w Cheshire League. W 1954 roku klub był współzałożycielem Chester and District League, wygrywając ją w latach 1959, 1982 i 1986. W 1965 roku zawodniczką klubu była Anne Sunnucks. W latach 1994–1998 klub organizował turniej rangi arcymistrzowskiej w Wrexham, który wygrywali Nigel Davies, James Howell, Christopher Ward, Andrew Kinsman oraz ex aequo Þröstur Þórhallsson i Stellan Brynell. W sezonie 2008/2009 Wrexham Chess Club zajął trzecią pozycję w Welsh Chess Premier League.